# 京城護国神社
京城護国神社（けいじょうごこくじんじゃ）は、朝鮮京畿道京城府龍山区（現・大韓民国ソウル特別市）にあった神社である。祭神は靖国神社の祭神で江原道、咸鏡南道、咸鏡北道以外の朝鮮に縁故を有する者。旧社格は朝鮮総督府指定護国神社。

## 歴史
1885年（明治16年）より京城の居留民によって民家などで招魂祭が行われていたが、1889年（明治22年）に南山にある倭城台公園に日清戦争戦勝記念碑が設置されると、同地で招魂祭を行うようになり、1905年（明治38年）からは靖国神社例祭日に合わせて実施されるようになった。1939年（昭和14年）3月に各地の招魂社が護国神社に改称されると、1937年（昭和12年）末時点で靖国神社の祭神が5千柱に達していた朝鮮でも護国神社創建を求める運動が起こり、官民による護国神社奉賛会が設立され、会長には朝鮮総督府政務総監が就任した。朝鮮総督府では第20師団所在地の京城、第19師団所在地の羅南に2社を創建することに決定し、国庫より15万円、公共団体等からの寄付金80万円で造営を行うこととした。鎮座地は南山西南麓とされ、1940年（昭和15年）8月より府内学生などの勤労奉仕隊を動員し工事を開始した。同年10月26日には南次郎朝鮮総督・中村孝太郎朝鮮軍司令官以下5百人参列のもとに、地鎮祭が厳粛に行われ、1943年（昭和18年）秋に竣工、同年10月23日に鎮座祭が行われた。

### 祭神
内地では1府県1社を指定護国神社として府県民の本籍地別に祭神としていたが、朝鮮では駐屯部隊が少なかったことや、招魂社が存在しなかったこともあり、1道1社とはせずに師団所在地の京城・羅南の2社を創建することになった。祭神は朝鮮に本籍のあった者の他に、朝鮮で戦没・病没した者、朝鮮内の部隊・艦船・官衙所属者で戦没・病没した者の内、靖国神社の祭神になった者であり、内地に本籍のある者は靖国神社・本籍地の護国神社・朝鮮の護国神社の3社で祭神となった。羅南護国神社との区域は本籍地・住所地・部隊所在地によって決められ、江原道、咸鏡南道・咸鏡北道は羅南護国神社、それ以外の京畿道・忠清北道・忠清南道・全羅北道・全羅南道・平安北道・平安南道が京城護国神社とされた。

### 戦後
戦後、神社のあった場所には北朝鮮からの避難民などが集まって住むようになった。神社の痕跡は少ないが、108段の階段は残っており通称「108階段」と呼ばれ、歴史のある町として有名である。